# Peter Stahl
Peter Stahl foi o vocalista da banda seminal punk/hardcore Scream com seu irmão Franz Stahl. Em certo ponto, Scream também contava com o baterista do Nirvana e líder do Foo Fighters, Dave Grohl na bateria.
Stahl mais tarde formou Wool com Franz nos anos 90 e mais recentemente cantou para Goatsnake e Earthlings?. Ele também contribuiu com o álbum do Sunn O))), ØØ Void, entre volumes 1 e 4 das The Desert Sessions, e aparecia na Orquesta del Desierto, uma série de álbuns escritos sobre o deserto.